# Hautbellain
Hautbellain är en ort i Luxemburg.   Den ligger i distriktet Diekirch, i den norra delen av landet, 60 kilometer norr om huvudstaden Luxemburg. Hautbellain ligger 492 meter över havet och antalet invånare är 151.
Terrängen runt Hautbellain är platt.  Runt Hautbellain är det ganska glesbefolkat, med 35 invånare per kvadratkilometer.. Närmaste större samhälle är Troisvierges, 4,2 kilometer söder om Hautbellain. 
I omgivningarna runt Hautbellain växer i huvudsak blandskog.